# Ivan Fédorov
Ivan Serhíovitx Fédorov (en ucraïnès: Іван Сергійович Федоров; Melitòpol, 29 d'agost de 1988) és un polític ucraïnès. Va ser elegit com a batlle de Melitòpol el 2020, succeint a Serhí Minkó. Anteriorment fou primer adjunt del Consell de la província de Zaporíjia i membre de l'ajuntament de Melitòpol.
El 6 de març de 2022, Fédorov va rebre l'Ordre de Coratge de 3a Classe per la seva contribució personal significativa a la protecció de la sobirania d'Ucraïna i la integritat territorial del país, el coratge i les accions desinteressades mostrades durant l'organització de la defensa de la ciutat davant els invasors russos durant la batalla de Melitòpol a conseqüència de l'invasió russa. Pocs dies després però, l'11 de març, va ser detingut i segrestat per les tropes invasores. Una operació de les forces especials ucraïneses el va alliberar el dia 16.